# 朱榮㳦

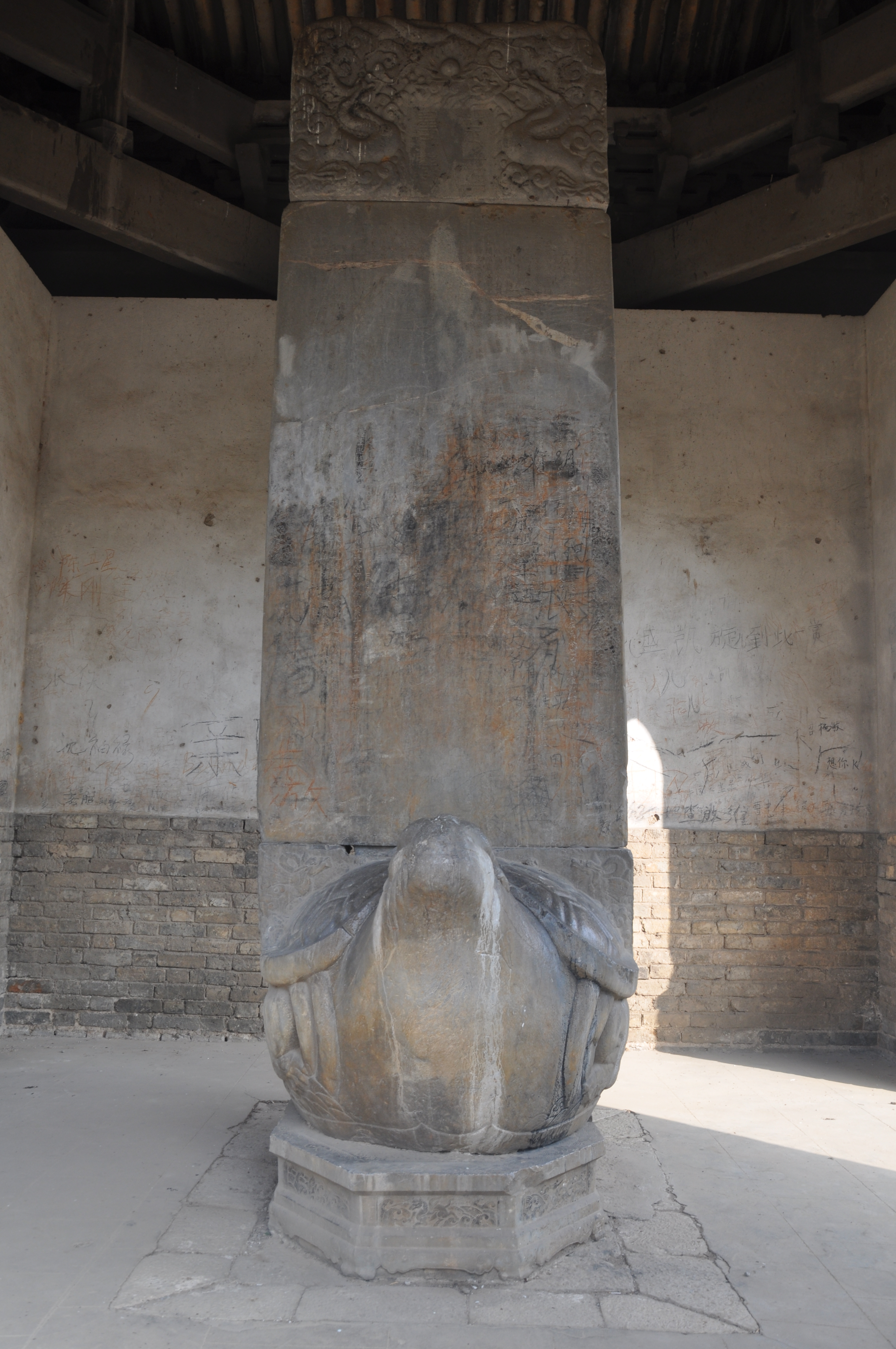
武汉龙泉山楚端王“楚王寿藏”碑

楚端王朱榮㳦（1474年—1534年），自號正心，明朝第六代楚王，靖王朱均鈋的嫡第一子。他在正德七年（1512年）嗣封楚王。他在位二十二年。嘉靖十三年（1534年）九月十七日，朱榮㳦薨，兩年後其子朱顯榕嗣位。

## 著作
- 《正心詩集》九卷[1]

## 家庭

### 高祖父
楚昭王朱楨

### 曾祖父
楚莊王朱孟烷

### 祖父
東安恭定王朱季塛

### 父
楚靖王朱均鈋

### 兄弟
庶二弟：縉雲懷僖王朱榮淋

### 子
- 庶一子：楚愍王朱顯榕
- 庶二子：保康榮康王朱顯樟
- 庶三子：武岡王朱顯槐

| 前任者： 父靖王朱均鈋 | 明楚國國王 1512年－1534年 | 繼任： 子愍王朱顯榕 |